# Jacques de Létin
 (juillet 2015).
Jacques de Létin, souvent improprement nommé Jacques Ninet de Lestin, né à Troyes en 1597, et mort dans cette même ville en 1661, est un peintre français.

## Biographie
Jacques de Létin nait dans un milieu assez aisé, en tout cas sensibilisé à l'activité artistique qui se déployait encore à Troyes au début du XVIIe siècle. Son père, Jehan de Létin, tient un hôtel qui a pour nom L'Image de Saint-Christophe.
Il effectue sa formation auprès d'Edme Doué, un peintre qui épouse sa sœur Simonette en 1613. Jacques de Létin partage l'idéal romain des jeunes peintres de son temps, sous le charme du Caravage. Il reste trois ans à Rome, de 1622 à 1625 et partage son toit avec deux autres artistes, le peintre Charles Mellin, et le sculpteur Jacques Sarrazin. C'est pendant son séjour en Italie qu'il rencontre Simon Vouet, avec lequel il se lie d'amitié.

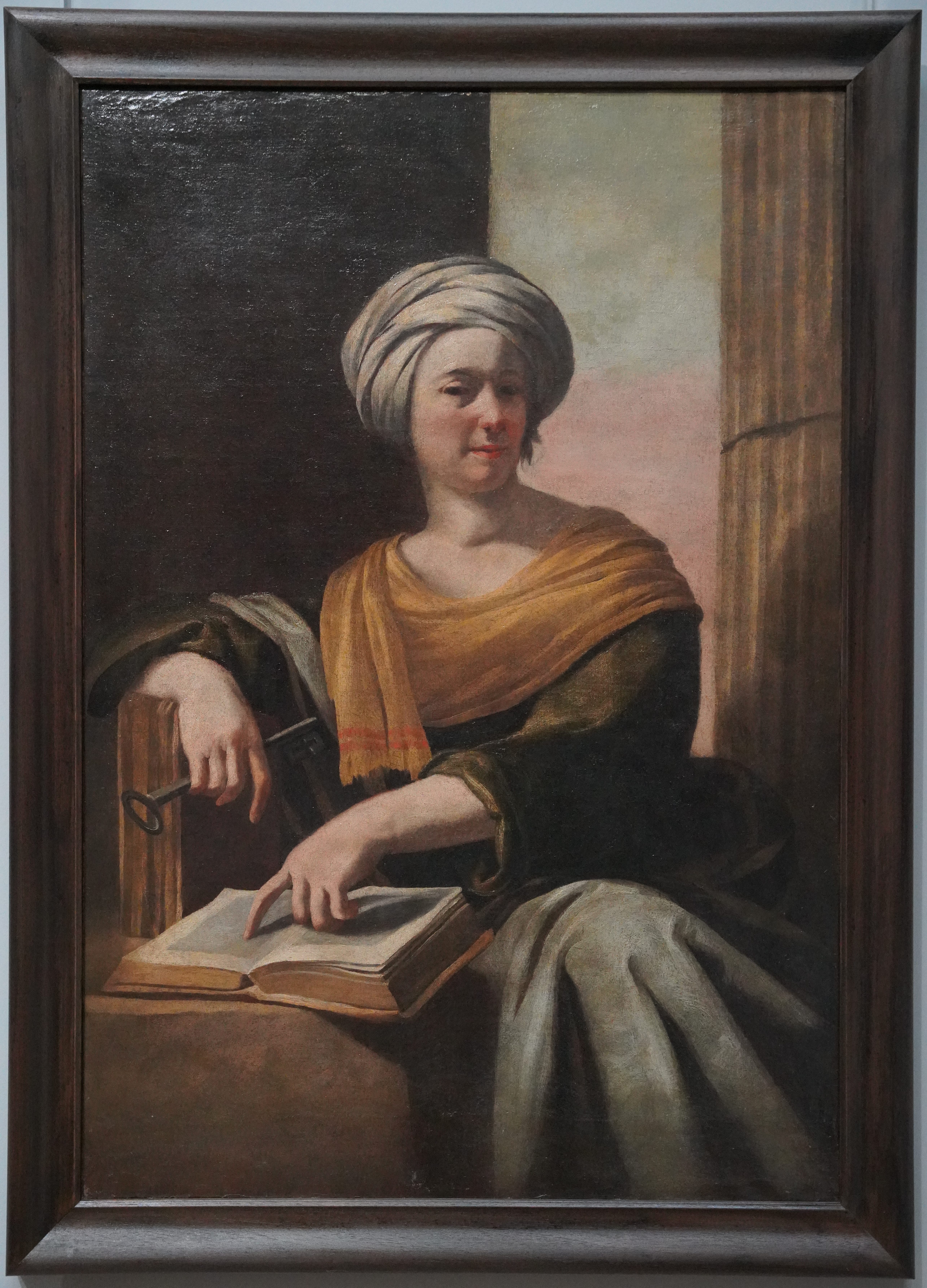
Madame de Létin en allégorie de la Grammaire.

De retour à Troyes en 1626, il se marie, et dans les années qui suivent son retour à Troyes, se succèdent les commandes importantes et les longs séjours à Paris. Parallèlement, il réalise nombre d'œuvres profanes, en particulier des trumeaux de cheminées, mais également des tableaux dont La Mort de Virginie, conservé au musée Pouchkine à Moscou.
L'art de Jacques de Létin séduit aussi à Paris. Il y travaille régulièrement dans les années 1633 à 1639, il est installé paroisse Saint-Jacques, mais sans avoir coupé les liens avec Troyes. Il est choisi comme peintre du « May » en 1636 et le 1er mai 1636, sa toile Saint Paul prêchant à l'Aréopage est posée au portail de Notre-Dame de Paris.
Il revient s'installer définitivement à Troyes en 1645. Ses conditions de vie sont privilégiées. Il achète des terres, se fait construire une grande maison éclairée par une grande verrière.
Jacques de Létin est inhumé le 2 novembre 1661 paroisse de l'église Saint-Nizier de Troyes.

## Un peintre redécouvert
Jacques de Létin fut rapidement oublié. Déjà à la fin du XVIIe siècle, les historiens de l'art le citent sans plus de commentaires dans la liste des artistes qu'il rattachent au style de Simon Vouet. Dans l'une de ces listes, le patronyme de Jacques de Létin a été transformé en « Nicolas[réf. nécessaire] Ninet de Lestin » par l'oubli d'une virgule entre Ninet et de Lestin. Plus de deux siècles après, C'est l'historien troyen Albert Babeau qui, en 1882, a retrouvé l'identité et la biographie de Jacques de Létin.
Nombre de ses œuvres ont disparu sous la Révolution et depuis 1940.
On peut voir ce qu'il reste de ses œuvres ...
- notamment dans les églises troyennes : Saint-Pantaléon, Saint-Remi, Sainte-Madeleine;
-  ainsi qu'à l'église Notre-Dame d'Aix-en-Othe. 
- Son Apparition de la Vierge à saint Robert est conservée à l'église Saint-Jean-Baptiste de Chaource;

- et Saint-Louis mourant de la peste à Tunis dans le bras droit du transept de l'église Saint-Paul-Saint-Louis à Paris. 

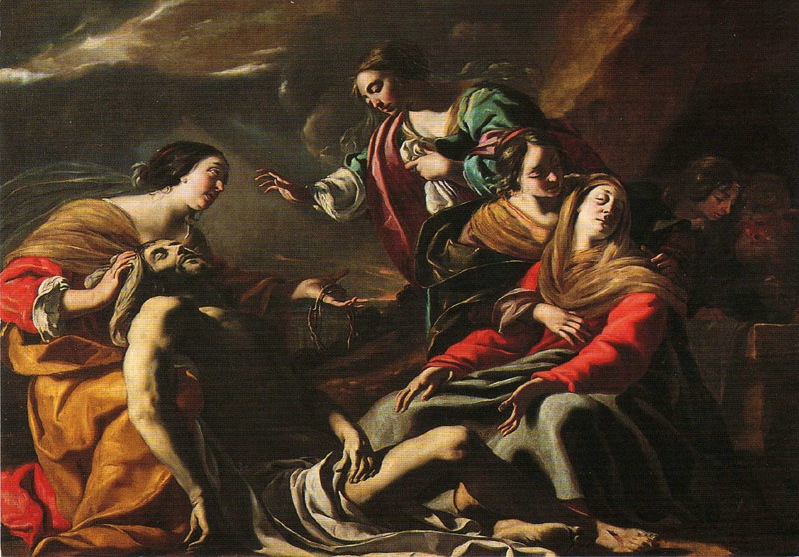
Déploration sur le Christ mort (vers 1640-1645), musée des beaux-arts de Reims.

Mais depuis le début du XXIe siècle, alors que le peintre est mieux connu, de nouvelles œuvres de sa main ont pu être identifiées. 
- Ainsi, le musée des beaux-arts de Bordeaux a acquis en 2011 deux tableaux de Jacques de Létin représentant La Grammaire et La Géométrie; 
- Le musée départemental Georges-de-La-Tour de Vic-sur-Seille conserve, quant à lui, un Sainte Praxède soignant les chrétiens suppliciés;
- et le musée des beaux-arts de Reims, une Déploration sur le Christ mort peinte entre 1640 et 1645;
- en 1900 la famille faisait don de son autoportrait au musée de Troyes, musée qui a aussi acquis en 2020 La Grammaire faisant partie de la série sur les arts libéraux qui décorait la demeure familiale des Riceys.

## Collections publiques

### En France
- Bordeaux, musée des beaux-arts :
  - La Géométrie, huile sur toile
  - La Grammaire, huile sur toile
- Chaource, église Saint-Jean-Baptiste : Apparition de la Vierge à saint Robert, huile sur toile
- Gouzangrez, église Notre-Dame de l'Assomption : Le Mariage de la Vierge (attribution), huile sur toile[6]
- Nevers, église Saint-Pierre : La Présentation de Jésus au Temple, huile sur toile[7]
- Orléans, cathédrale Sainte-Croix :
  - Le Christ au jardin des Oiliviers, huile sur toile
  - La Flagellation, huile sur toile
  - Le Portement de Croix, huile sur toile
  - La Crucifixion, huile sur toile
- Paris, église Saint-Paul-Saint-Louis : Saint-Louis mourant de la peste à Tunis (dans le bras droit du transept)[8]
- Paris, Notre-Dame de Paris : Saint Paul prêchant à l'Aréopage, toile du May de 1636 ; déplacé à Strasbourg, musée des Beaux-Arts ; détruit en 1870
- Provins, couvent des cordelières : retable, 1628
- Reims, musée des beaux-arts : Déploration sur le Christ mort, vers 1640-1645, huile sur toile

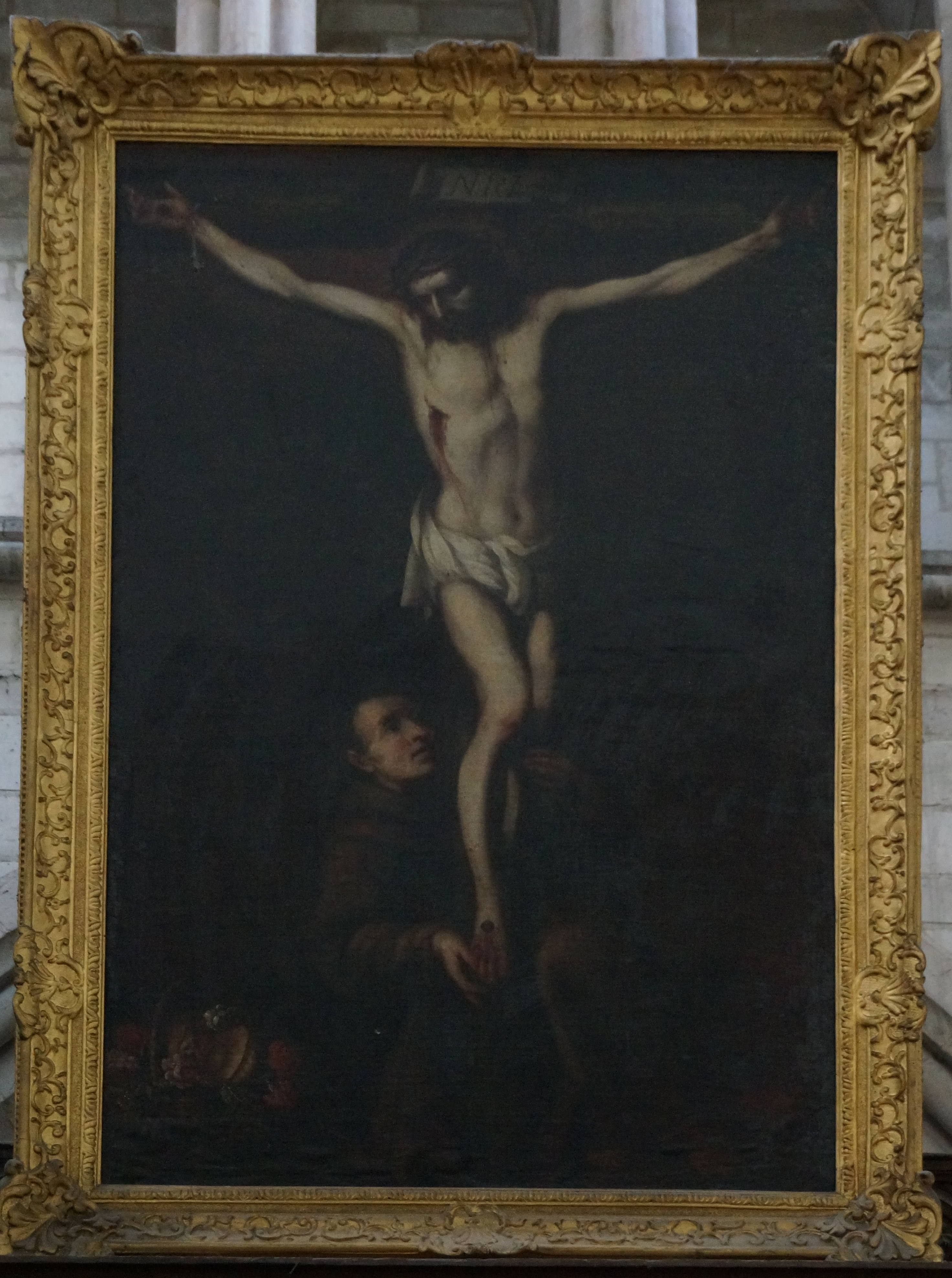
Le Christ et un capucin, église de la Madeleine de Troyes.

- Le Christ et un capucin, église de la Madeleine de Troyes.Troyes :Intérieur de l'église st-Remy.

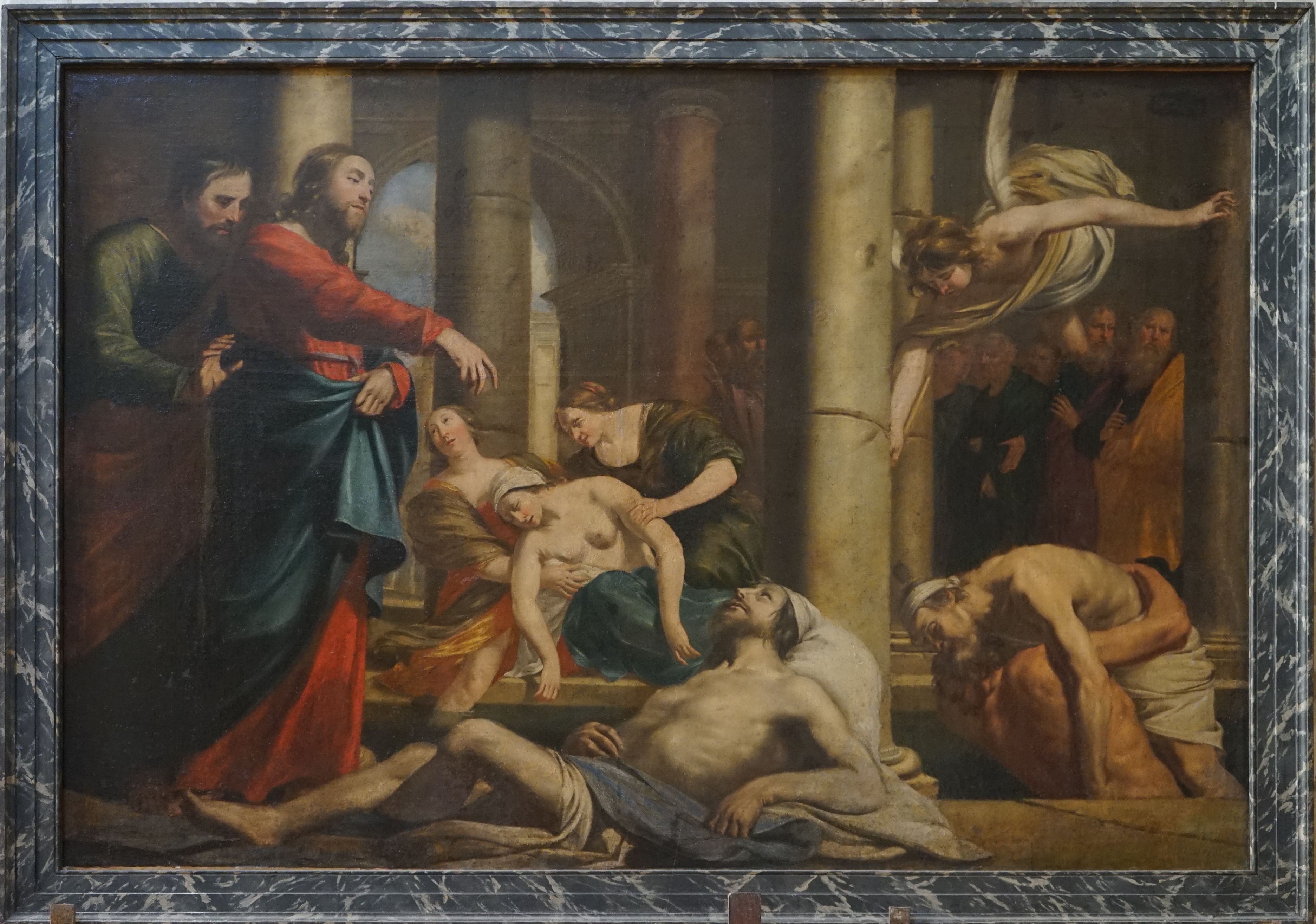
Intérieur de l'église st-Remy.

  - cathédrale : quatre tableaux en 1627
  - collégiale Saint-Étienne : décoration du chœur, 1629
  - église de la Madeleine :
    - Jésus chez Marthe à Béthanie, huile sur toile[9]
    - Christ et un capucin, huile sur toile
    - Saint Augustin, huile sur toile
    - Augustin offrant son cœur, huile sur toile

  - église Saint-Rémy : Le Christ à la piscine probatique, huile sur toile
  - musée des beaux-arts :
    - Autoportrait, huile sur toile,
    - Déposition de Croix,
    - Le Martyre de sainte Catherine, huile sur cuivre[10]

### En Russie
- Moscou, musée Pouchkine : La Mort de Virginie, huile sur toile

## Expositions
- 1976 : musée des beaux-arts de Troyes, Jacques de Létin

## Iconographie
- Jacques de Létin, Autoportrait, musée des beaux-arts de Troyes

## Hommage
- La ville de Troyes a donné son nom à une rue et une école de la commune.